# Жаворонков, Александр Александрович
Алекса́ндр Алекса́ндрович Жа́воронков (род. 24 февраля 1979, Рига, Латвийская ССР) — учёный, работающий в области искусственного интеллекта, биотехнологий, регенеративной медицины и биогеронтологии. Приглашённый профессор в Институте Бака по исследованию старения и в Московском физико-технического институте. Возглавляет International Aging Research Portfolio и британский Фонд исследования биогеронтологии (англ. Biogerontology Research Foundation), поддерживающий исследования вопросов старения. Основатель и главный исполнительный директор биотехнологической компании Insilico Medicine, использующей искусственный интеллект и алгоритмы машинного обучения для определения биологических мишеней и разработки лекарственных препаратов. Автор более 150 статей в рецензируемых журналах и нескольких книг в области старения и искусственного интеллекта.

## Биография
Жаворонков родился 24 февраля 1979 года в Риге в семье инженеров. С отличием окончил Университет Куинс в Кингстоне (Канада) с двумя степенями бакалавра в области финансов и компьютерных наук, затем магистратуру по молекулярной фармакологии на кафедре биотехнологии Университета Джонса Хопкинса в Балтиморе. Прошёл лабораторную практику в Международном биотехнологическом центре МГУ и получил степень кандидата физико-математических наук на кафедре биофизики физического факультета МГУ.
Начал карьеру в PMC-Sierra в Ванкувере, где курировал разработку и тестирование полупроводниковых продуктов. В 2002 году был приглашён в ATI Technologies, спустя год стал региональным директором компании по Центральной и Восточной Европе. На церемонии, посвящённой 25-летию компании был признан лучшим директором в ATI. После того, как компания в 2006 году была приобретена разработчиком процессоров Advanced Micro Devices, Жаворонков ушёл из полупроводникового бизнеса и сосредоточился на науке — вопросах старения и биотехнологиях как средстве их решения.

## Научная деятельность
Жаворонков — приглашённый профессор в Институте Бака по исследованию старения и Московском физико-технического институте. Он руководил лабораторией регенеративной медицины в Национальном медицинском исследовательском центре детской гематологии, онкологии и иммунологии имени Дмитрия Рогачёва. В качестве редактора сотрудничал с рядом научных журналов, в том числе Trends in Molecular Medicine, Ageing Research Reviews, Aging, Oncotarget: Gerotarget, Frontiers in Genetics и Frontiers in Molecular Biosciences. C 2013 года Жаворонков выступает соорганизатором ежегодного Форума по вопросам старения и разработки лекарственных препаратов (англ. Aging and Drug Discovery Forum) в рамках конгресса EMBO/Basel Life в Базеле, Швейцария.

## Аффилиации
Жаворонков — сооснователь или руководитель ряда наукоёмких проектов. В их числе Первый онкологический научно-консультационный центр, который занимался подбором таргетной терапии; NeuroG, разрабатывавший инструменты для считывания образов с помощью простых электроэнцефалографических приборов и их использовании в терапии ПТСР, СДВГ и возрастозависимых нейродегенеративных заболеваний; OncoFinder, система анализа сигнальных путей, ассоциированных с развитием рака; и Youth Laboratories, компания-разработчик технологий машинного обучения в индустрии красоты. Жаворонков также является директором международного репозитория медицинских грантов International Aging Research Portfolio (англ. Международное портфолио исследований старения), а также директором и членом попечительского совета Фонда исследований биогеронтологии (англ. Biogerontology Research Foundation), который оказывает грантовую поддержку исследованиям вопросов старения.

### Insilico Medicine
В 2012 году Жаворонкова привлекли исследования, посвящённые использованию искусственного интеллекта для распознавания изображений, голоса и текста. Учёный предположил, что технологии машинного обучения могут найти применение в фармакологии, и для дальнейших разработок основал компанию Insilico Medicine. Позднее он также применил идею генеративно-состязательных сетей для создания новых молекул с заданными свойствами, предназначенных для воздействия на определённые биологические мишени, связанные с конкретными заболеваниями. Компания также занималась исследованиями в области цифрового моделирования клинических испытаний и разработки биомаркеров старения. В 2018 году рейтинговое агентство CB Insights включило компанию в список 100 наиболее примечательных стартапов в сфере искусственного интеллекта.
В 2016 году лаборатория Жаворонкова представила первые биологические часы, основанные на глубоких нейронных сетях, для обучения которых использовали результаты биохимического анализа крови. В 2019 году были представлены биологические часы, работающие на основе глубокого анализа микрофлоры кишечника и потенциально применимые для исследования антивозрастных препаратов.
В сентябре 2019 года компания опубликовала в журнале Nature Biotechnology экспериментальное подтверждение работы собственной технологии GENTRL (генеративное тензорное обучение с подкреплением). За 21 день алгоритм создал стабильную молекулу для лечения фиброза, которая в дальнейшем успешно прошла тестирования in vitro и in vivo. Вскоре после публикации стало известно о 37 миллионах долларов инвестиций, которые компания привлекла от китайских и американских инвестиционных фондов. В конце января — феврале 2020 года Insilico Medicine использовала свой ИИ для разработки потенциального лекарства против коронавируса SARS-CoV-2 и опубликовала материалы исследования и сгенерированные молекулы в открытом доступе для дальнейшей разработки с участием других представителей научного сообщества. В конце февраля 2020 года журнал MIT Technology Review назвал разработанные искусственным интеллектом молекулы одной из 10 прорывных технологий, а Insilico — одним из ключевых игроков в этой области. По рейтингу Rusbase, в апреле 2020-го Жаворонков вошёл в топ-3 самых успешных российских предпринимателей в BioTech.

## Профессиональные взгляды
Жаворонков считает долголетие базовым правом человека и выступает за включение старения в международную классификацию болезней в рамках МКБ-11 (в 2018 году он и его коллеги добились введения кода XT9T для возраст-зависимых заболеваний). В 2015 году учёный заключил пари, что доживёт до 100 лет, поставив на кон 1 миллион долларов в акциях Insilico Medicine.

## Публикации
Жаворонков — автор нескольких книг и более 150 публикаций в рецензируемых научных журналах:

### Книги
- Alex Zhavoronkov, Ph.D. Dating AI: A Guide to Falling In Love with Artificial Intelligence. — San Francisco: Re/Search Publications, 2012. — ISBN 978-1889307350.
- Alex Zhavoronkov, Ph.D. The Ageless Generation: How Advances in Biomedicine Will Transform the Global Economy. — New York: Palgrave Macmillan, 2013. — ISBN 978-0230342200.

### Статьи
- Pavel Bobrov, Alexander Frolov, Charles Cantor, Irina Fedulova, Mikhail Bakhnyan, Alexander Zhavoronkov. Brain-Computer Interface Based on Generation of Visual Images (англ.) // PLOS One. — Public Library of Science, 2011. — No. 6 (6). — doi:10.1371/journal.pone.0020674.
- Alex Zhavoronkov, Maria Litovchenko. Biomedical Progress Rates as New Parameters for Models of Economic Growth in Developed Countries // International Journal of Environmental Research and Public Health. — 2013. — Т. 11, № 10. — С. 5936—5952. — doi:10.3390/ijerph10115936.
- Ivan V. Ozerov, Ksenia V. Lezhnina, Evgeny Izumchenko, Artem V. Artemov, Sergey Medintsev, Quentin Vanhaelen, Alexander Aliper, Jan Vijg, Andreyan N. Osipov, Ivan Labat, Michael D. West, Anton Buzdin, Charles R. Cantor, Yuri Nikolsky, Nikolay Borisov, Irina Irincheeva, Edward Khokhlovich, David Sidransky, Miguel Luiz Camaro, Alex Zhavoronkov. In silico Pathway Activation Network Decomposition Analysis (iPANDA) as a method for biomarker development (англ.) // Nature Communications. — Nature Publishing Group, 2016. — No. 7. — doi:10.1038/ncomms13427.
- Xianjin Yang, Edouard Debonneuil, Alex Zhavoronkov, Bud Mishra. Cancer megafunds with in silico and in vitro validation: accelerating cancer drug discovery via financial engineering without financial crisis // Oncotarget. — 2016. — № 7. — С. 57671—57678. — doi:10.18632/oncotarget.9808.
- Evgeny Putin, Polina Mamoshina, Alexander Aliper, Mikhail Korzinkin, Alexey Moskalev, Alexey Kolosov, Alexander Ostrovskiy, Charles Cantor, Jan Vijg, Alex Zhavoronkov. Deep biomarkers of human aging: Application of deep neural networks to biomarker development // Aging. — 2016. — Т. 8, № 5. — С. 1021—1033. — doi:10.18632/aging.100968.
- Alexander Aliper, Sergey Plis, Artem Artemov, Alvaro Ulloa, Polina Mamoshina, Alex Zhavoronkov. Deep Learning Applications for Predicting Pharmacological Properties of Drugs and Drug Repurposing Using Transcriptomic Data // Molecular Pharmaceutics. — 2016. — Т. 7, № 7. — С. 2524—2530. — doi:10.1021/acs.molpharmaceut.6b00248.
- Artur Kadurin, Alexander Aliper, Andrey Kazennov, Polina Mamoshina, Quentin Vanhaelen, Kuzma Khrabrov, Alex Zhavoronkov. The cornucopia of meaningful leads: Applying deep adversarial autoencoders for new molecule development in oncology. — 2017. — Т. 8, № 5. — С. 10883—10890. — doi:10.18632/oncotarget.14073.
- Polina Mamoshina, Kirill Kochetov, Evgeny Putin, Franco Cortese, Alexander Aliper, Won-Suk Lee, Sung-Min Ahn, Lee Uhn, Neil Skjodt, Olga Kovalchuk, Morten Scheibye-Knudsen, Alex Zhavoronkov. Population Specific Biomarkers of Human Aging: A Big Data Study Using South Korean, Canadian, and Eastern European Patient Populations // The Journals of Gerontology: Series A. — 2018. — Т. 11, № 73. — С. 1482—1490. — doi:10.1093/gerona/gly005.
- Polina Mamoshina, Kirill Kochetov, Franco Cortese, Anna Kovalchuk, Alexander Aliper, Evgeny Putin, Morten Scheibye-Knudsen, Charles R. Cantor, Neil M. Skjodt, Olga Kovalchuk, Alex Zhavoronkov. Blood Biochemistry Analysis to Detect Smoking Status and Quantify Accelerated Aging in Smokers // Scientific Reports. — 2019. — № 9. — doi:10.1038/s41598-018-35704-w5.
- Alex Zhavoronkov, Yan A. Ivanenkov, Alex Aliper, Mark S. Veselov, Vladimir A. Aladinskiy, Anastasiya V. Aladinskaya, Victor A. Terentiev, Daniil A. Polykovskiy, Maksim D. Kuznetsov, Arip Asadulaev, Yury Volkov, Artem Zholus, Rim R. Shayakhmetov, Alexander Zhebrak, Lidiya I. Minaeva, Bogdan A. Zagribelnyy, Lennart H. Lee, Richard Soll, David Madge, Li Xing, Tao Guo, Alán Aspuru-Guzik. Deep learning enables rapid identification of potent DDR1 kinase inhibitors (англ.) // Nature Biotechnology. — Nature Publishing Group, 2019. — No. 37. — P. 1038—1040. — doi:10.1038/s41587-019-0224-x.